# Andrzej Mąkowski
Andrzej Mąkowski (ur. 3 czerwca 1957 w Szczecinie) – polski kolarz przełajowy, wicemistrz świata.

## Kariera
Andrzej Mąkowski był zawodnikiem klubu Chemik Police. Największy sukces w karierze osiągnął w 1980 roku, kiedy zdobył srebrny medal w kategorii amatorów podczas przełajowych mistrzostw świata w Wetzikonie. W zawodach tych wyprzedził go jedynie Szwajcar Fritz Saladin, a trzecie miejsce zajął kolejny Polak, Grzegorz Jaroszewski. Ponadto w mistrzostwach świata wystąpił jeszcze pięć razy (1978– 7 m., 1979 – 9 m., 1981 – 6 m., 1982 – 23 m., 1983 – 4 m.). W 1979 zajął wraz z kolegami z reprezentacji Polski 1. miejsce w klasyfikacji drużynowej. Mąkowski był także dwa razy przełajowym mistrzem Polski w latach 1978 i 1983 i dwa razy wicemistrzem w tej dyscyplinie sportu w latach 1980 i 1982.